# Monti Primorskij
I monti Primorskij (in russo Приморский хребет, Primorskij chrebet?) sono una catena montuosa della Siberia Orientale meridionale situata sul lato occidentale del lago Bajkal. Si trovano nell'Oblast' di Irkutsk, in Russia.

## Geografia
La catena montuosa si estende dall'estremità meridionale del lago Bajkal verso nord-est lungo la costa occidentale per circa 350 km. Le altezze prevalenti sono di 900-1 000 metri sul livello del mare. Il punto più alto è il monte Trëchgolovyj Golec (1 728 m). Le montagne sono composte da arenaria proterozoica, calcare, gneiss e graniti.
Le pendici sono ricoperte principalmente dalla taiga di pino e larice; nella parte settentrionale del versante orientale, il paesaggio è quello tipico della steppa.